# Campeonato Brasileiro Série B 1996
Die Campeonato Brasileiro Série B 1996 war die 16. Spielzeit der zweiten Fußballliga Brasiliens.

## Saisonverlauf
Der Wettbewerb startete am 8. August 1996 in seine neue Saison und endete am 8. Dezember 1996. Die Meisterschaft wurde vom nationalen Verband CBF ausgerichtet. Am Ende der Saison konnte der União São João EC die Meisterschaft feiern.
Der Wettbewerb wurde in vier Phasen ausgetragen. Die erste Runde bestand aus fünf Gruppen mit jeweils fünf Klubs. Die drei Besten einer Gruppe zogen in die zweite Runde ein. Des Weiteren kam der beste Viertplatzierte aller Gruppen in die zweite Runde. In der zweiten Runde trafen die sechzehn Klubs in einer K.-o.-Runde aufeinander. Die dritte Runde mit den acht Siegern wurde ebenfalls im K.-o.-Modus ausgetragen. Die Sieger qualifizierten sich für die Finalrunde, in welcher wieder im Gruppenmodus gespielt wurde.
Der Gruppensieger der Finalrunde wurde Meister. Dieser und der Gruppenzweite stiegen in die erste Liga 1997 auf. Die drei in der Gesamtabschlusstabelle am Tabellenende stehenden Klubs stiegen in die dritte Liga ab.

## Teilnehmer
Erstmals seit seiner Sperre wegen einer Klage gegen einen Abstieg am Ende der Erstliga-Saison 1993 durfte América Mineiro wieder am nationalen Wettbewerb teilnehmen.
Die eigentlich qualifizierten Klubs América FC (SP), Associação Ferroviária de Esportes, Grêmio Esportivo Novorizontino und Bangu AC mussten aus finanziellen Gründen absagen. Für die Klubs rückten Atlético Goianiense, SE Gama, ABC Natal und der Joinville EC nach. Der Barra do Garças FC wurde aufgrund von Schulden bei seinem Landesverband ausgeschlossen. Als Ersatz für diesen musste der AA Ponte Preta nicht in die Série C absteigen.
Die Teilnehmer waren:
| Bundesstaat         | Klub                           | Qualifikation    | Ergebnis    |
| ------------------- | ------------------------------ | ---------------- | ----------- |
| Alagoas             | Clube de Regatas Brasil        | 20. Série B 1995 | 1. Runde    |
| Brasília            | SE Gama                        | 3. Série C 1995  | 1. Runde    |
| Ceará               | Ceará SC                       | 7. Série B 1995  | 1. Runde    |
| Espírito Santo      | Desportiva Ferroviária         | 10. Série B 1995 | 2. Runde    |
| Goiás               | Atlético Goianiense            | 4. Série C 1995  | 2. Runde    |
| Goiás               | Goiatuba EC                    | 11. Série B 1995 | 1. Runde    |
| Maranhão            | Moto Club de São Luís          | 17. Série B 1995 | 3. Runde    |
| Minas Gerais        | América Mineiro                | ohne             | 3. Runde    |
| Pará                | Clube do Remo                  | 5. Série B 1995  | 3. Runde    |
| Pará                | Paysandu SC                    | 23. Série A 1995 | 1. Runde    |
| Pará                | Tuna Luso Brasileira           | 14. Série B 1995 | 2. Runde    |
| Paraná              | Londrina EC                    | 13. Série B 1995 | Endrunde 4. |
| Pernambuco          | Central SC                     | 4. Série B 1995  | 1. Runde    |
| Pernambuco          | Náutico Capibaribe             | 19. Série B 1995 | Endrunde 3. |
| Pernambuco          | Santa Cruz FC                  | 9. Série B 1995  | 2. Runde    |
| Rio de Janeiro      | Americano FC (RJ)              | 12. Série B 1995 | 2. Runde    |
| Rio de Janeiro      | Volta Redonda FC               | 2. Série C 1995  | 2. Runde    |
| Rio Grande do Norte | ABC Natal                      | 5. Série C 1995  | 1. Runde    |
| Rio Grande do Norte | América FC (RN)                | 16. Série B 1995 | Vizemeister |
| Santa Catarina      | Joinville EC                   | 6. Série C 1995  | 2. Runde    |
| São Paulo           | Mogi Mirim EC                  | 3. Série B 1995  | 3. Runde    |
| São Paulo           | AA Ponte Preta                 | 23. Série B 1995 | 1. Runde    |
| São Paulo           | União São João EC              | 24. Série A 1995 | Meister     |
| São Paulo           | EC XV de Novembro (Piracicaba) | 1. Série C 1995  | 2. Runde    |
| Sergipe             | CS Sergipe                     | 6. Série B 1995  | 1. Runde    |

## 1. Runde
In der ersten Runde traten die 25 Teilnehmer in fünf Gruppen zu je fünft Klubs einmal in Hin- und Rückspiel gegeneinander an. Die besten drei Klubs jeder Gruppe zogen in die zweite Runde ein.
Das Ranking ergab er sich aus:
- Anzahl der Punkte
- Anzahl der Siege
- Tordifferenz
- Erzielte Tore
- Direkter Vergleich

### Gruppe A
| Pl. | Verein                | Sp. | S | U | N | Tore    | Diff. | Punkte |
| --- | --------------------- | --- | - | - | - | ------- | ----- | ------ |
| 1.  | Clube do Remo         | 8   | 4 | 3 | 1 | 014:900 | +5    | 15     |
| 2.  | Moto Club de São Luís | 8   | 2 | 4 | 2 | 009:800 | +1    | 10     |
| 3.  | Tuna Luso Brasileira  | 8   | 2 | 4 | 2 | 007:700 | ±0    | 10     |
| 4.  | Ceará SC              | 8   | 2 | 3 | 3 | 006:100 | −4    | 09     |
| 5.  | Paysandu SC           | 8   | 2 | 2 | 4 | 010:120 | −2    | 08     |

### Gruppe B
| Pl. | Verein                  | Sp. | S | U | N | Tore    | Diff. | Punkte |
| --- | ----------------------- | --- | - | - | - | ------- | ----- | ------ |
| 1.  | Santa Cruz FC           | 8   | 5 | 2 | 1 | 016:800 | +8    | 17     |
| 2.  | América FC (RN)         | 8   | 4 | 2 | 2 | 008:800 | ±0    | 14     |
| 3.  | Náutico Capibaribe      | 8   | 3 | 3 | 2 | 010:110 | −1    | 12     |
| 4.  | Clube de Regatas Brasil | 8   | 2 | 2 | 4 | 010:100 | ±0    | 08     |
| 5.  | Central SC              | 8   | 1 | 1 | 6 | 009:160 | −7    | 04     |

### Gruppe C
| Pl. | Verein                 | Sp. | S | U | N | Tore    | Diff. | Punkte |
| --- | ---------------------- | --- | - | - | - | ------- | ----- | ------ |
| 1.  | XV de Novembro         | 8   | 4 | 2 | 2 | 013:700 | +6    | 14     |
| 2.  | União São João EC      | 8   | 4 | 1 | 3 | 012:110 | +1    | 13     |
| 3.  | Desportiva Ferroviária | 8   | 3 | 3 | 2 | 011:900 | +2    | 12     |
| 4.  | Americano FC (RJ)      | 8   | 3 | 2 | 3 | 011:900 | +2    | 11     |
| 5.  | CS Sergipe             | 8   | 1 | 2 | 5 | 006:170 | −11   | 05     |

### Gruppe D
| Pl. | Verein              | Sp. | S | U | N | Tore    | Diff. | Punkte |
| --- | ------------------- | --- | - | - | - | ------- | ----- | ------ |
| 1.  | América Mineiro     | 8   | 6 | 1 | 1 | 013:700 | +6    | 19     |
| 2.  | Atlético Goianiense | 8   | 3 | 2 | 3 | 010:100 | ±0    | 11     |
| 3.  | Joinville EC        | 8   | 3 | 1 | 4 | 013:110 | +2    | 10     |
| 4.  | SE Gama             | 8   | 2 | 3 | 3 | 008:900 | −1    | 09     |
| 5.  | ABC Natal           | 8   | 2 | 1 | 5 | 006:130 | −7    | 07     |

### Gruppe E
| Pl. | Verein           | Sp. | S | U | N | Tore    | Diff. | Punkte |
| --- | ---------------- | --- | - | - | - | ------- | ----- | ------ |
| 1.  | Mogi Mirim EC    | 8   | 5 | 2 | 1 | 018:600 | +12   | 17     |
| 2.  | Volta Redonda FC | 8   | 3 | 2 | 3 | 011:800 | +3    | 11     |
| 3.  | Londrina EC      | 8   | 3 | 2 | 3 | 008:150 | −7    | 11     |
| 4.  | AA Ponte Preta   | 8   | 2 | 3 | 3 | 013:170 | −4    | 09     |
| 5.  | Goiatuba EC      | 8   | 1 | 3 | 4 | 006:100 | −4    | 06     |

## 2. Runde
| Datum         |                       | Gesamt          |                        | Hinspiel | Rückspiel |
| ------------- | --------------------- | --------------- | ---------------------- | -------- | --------- |
| 20.10./27.10. | Tuna Luso Brasileira  | 1:4             | Mogi Mirim EC          | 0:0      | 1:4       |
| 20.10./27.10. | Joinville EC          | 2:3             | Clube do Remo          | 1:1      | 1:2       |
| 20.10./27.10. | Americano FC (RJ)     | 2:3             | América Mineiro        | 2:2      | 0:1       |
| 20.10./27.10. | Moto Club de São Luís | 3:1             | Santa Cruz FC          | 2:0      | 1:1       |
| 20.10./27.10. | Londrina EC           | 3:1             | XV de Novembro         | 1:1      | 2:0       |
| 20.10./27.10. | Atlético Goianiense   | 3:4             | América FC (RN)        | 3:2      | 0:2       |
| 20.10./27.10. | Volta Redonda FC      | 1:4             | União São João EC      | 1:1      | 0:3       |
| 20.10./27.10. | Náutico Capibaribe    | 3:3 (5:4 i. E.) | Desportiva Ferroviária | 2:1      | 1:2       |

## Viertelfinale
| Datum        |                       | Gesamt          |                 | Hinspiel | Rückspiel |
| ------------ | --------------------- | --------------- | --------------- | -------- | --------- |
| 2.11./10.11. | Londrina EC           | 1:1 (4:2 i. E.) | Clube do Remo   | 1:0      | 0:1       |
| 3.11./10.11. | Moto Club de São Luís | 0:4             | América FC (RN) | 0:0      | 0:4       |
| 3.11./10.11. | União São João EC     | 1:1 (3:1 i. E.) | Mogi Mirim EC   | 0:1      | 1:0       |
| 3.11./10.11. | Náutico Capibaribe    | 4:2             | América Mineiro | 3:0      | 1:2       |

## Finale
Die Finalrunde wurde am letzten Gruppenspieltag, dem 8. Dezember 1996, entschieden. União São João EC musste sein letztes Spiel gewinnen um Meister zu werden, musste aber dabei hoffen, dass der América FC (RN) in seinem Spiel nicht gewinnt. América hätte ein Unentschieden gereicht, wenn União nicht siegreich gewesen wäre.
União gewann sein Spiel und América verlor sein, dadurch wurde União Meister. Allgemein wird daher das letzte Spiel von União gegen den Náutico Capibaribe als Titelspiel bezeichnet.

### Finalgruppe
| Pl. | Verein             | Sp. | S | U | N | Tore    | Diff. | Punkte |
| --- | ------------------ | --- | - | - | - | ------- | ----- | ------ |
| 1.  | União São João EC  | 6   | 3 | 2 | 1 | 011:800 | +3    | 11     |
| 2.  | América FC (RN)    | 6   | 3 | 0 | 3 | 008:120 | −4    | 09     |
| 3.  | Náutico Capibaribe | 6   | 2 | 2 | 2 | 010:600 | +4    | 08     |
| 4.  | Londrina EC        | 6   | 1 | 2 | 3 | 008:110 | −3    | 05     |

### Titelspiel
| União São João EC                                           | União São João EC | Náutico Capibaribe | Náutico Capibaribe |
| ----------------------------------------------------------- | --- | --- | ------------------ |
| União São João EC                                           | \| 8. Dezember 1996 in Araras (Estádio Doutor Hermínio Ometto) \| \| Ergebnis: 1:1 (0:1) \| \| Zuschauer: 3.732 \| \| Schiedsrichter: Carlos Roberto Magno \|         | \| 8. Dezember 1996 in Araras (Estádio Doutor Hermínio Ometto) \| \| Ergebnis: 1:1 (0:1) \| \| Zuschauer: 3.732 \| \| Schiedsrichter: Carlos Roberto Magno \|                    | Náutico Capibaribe |
| União São João EC                                           | Adnan – Chiquinho, Lica, Nílson, Ivonaldo – Marcelo Lopes, Lico, Odair (Sairo ), Paulo César (Souza ) – Reinaldo (Célio Alcântara ), Borges Cheftrainer: Lula Pereira | Jéferson – Édson, João Marcelo, Leandro, Marcos Paulo – Júnior (Márcio ), Fernando, Douglas (Paulo Roberto ), Niltinho (Catente ) – Alex, Róbson Cheftrainer: Givanildo Oliveira | Náutico Capibaribe |
| União São João EC                                           | 1:1 Sairo (49.) | 0:1 Marcos Paulo (42.) | Náutico Capibaribe |
| União São João EC                                           | Lica, Ivonaldo | João Marcelo, Édson, Fernando, Douglas, Júnior | Náutico Capibaribe |
| 8. Dezember 1996 in Araras (Estádio Doutor Hermínio Ometto) | | |                    |
| Ergebnis: 1:1 (0:1)                                         | | |                    |
| Zuschauer: 3.732                                            | | |                    |
| Schiedsrichter: Carlos Roberto Magno                        | | |                    |

## Abschlusstabelle
Die Tabelle diente zur Feststellung der Platzierung der einzelnen Mannschaften in der Saison. Sie wurde zeitweise vom Verband auch zur Ermittlung einer ewigen Rangliste herangezogen. Sie setzt sich zusammen aus allen ausgetragenen Spielen. In der Sortierung hat das Erreichen der jeweiligen Finalphase Vorrang vor den erzielten Punkten.
| Pl. | Verein                  | Sp. | S | U | N | Tore    | Diff. | Punkte |
| --- | ----------------------- | --- | - | - | - | ------- | ----- | ------ |
| 1.  | União São João EC       | 18  | 9 | 4 | 5 | 028:210 | +7    | 31     |
| 2.  | América FC (RN)         | 18  | 9 | 3 | 6 | 024:230 | +1    | 30     |
| 3.  | Náutico Capibaribe      | 18  | 7 | 5 | 6 | 027:220 | +5    | 26     |
| 4.  | Londrina EC             | 18  | 6 | 5 | 7 | 020:280 | −8    | 23     |
| 5.  | América Mineiro         | 12  | 8 | 2 | 2 | 018:130 | +5    | 26     |
| 6.  | Mogi Mirim EC           | 12  | 7 | 3 | 2 | 023:800 | +15   | 24     |
| 7.  | Clube do Remo           | 12  | 6 | 4 | 2 | 018:120 | +6    | 22     |
| 8.  | Moto Club de São Luís   | 12  | 3 | 6 | 3 | 012:130 | −1    | 15     |
| 9.  | Santa Cruz FC           | 10  | 5 | 3 | 2 | 017:110 | +6    | 18     |
| 10. | XV de Novembro          | 10  | 4 | 3 | 3 | 014:100 | +4    | 15     |
| 11. | Desportiva Ferroviária  | 10  | 4 | 3 | 3 | 014:120 | +2    | 15     |
| 12. | Atlético Goianiense     | 10  | 4 | 2 | 4 | 013:140 | −1    | 14     |
| 13. | Americano FC (RJ)       | 10  | 3 | 3 | 4 | 013:120 | +1    | 12     |
| 14. | Volta Redonda FC        | 10  | 3 | 3 | 4 | 012:120 | ±0    | 12     |
| 15. | Joinville EC            | 10  | 3 | 2 | 5 | 015:140 | +1    | 11     |
| 16. | Tuna Luso Brasileira    | 10  | 2 | 5 | 3 | 008:110 | −3    | 11     |
| 17. | SE Gama                 | 8   | 2 | 3 | 3 | 008:900 | −1    | 09     |
| 18. | AA Ponte Preta          | 8   | 2 | 3 | 3 | 013:170 | −4    | 09     |
| 19. | Ceará SC                | 8   | 2 | 3 | 3 | 006:100 | −4    | 09     |
| 20. | Clube de Regatas Brasil | 8   | 2 | 2 | 4 | 010:100 | ±0    | 08     |
| 21. | Paysandu SC             | 8   | 2 | 2 | 4 | 010:120 | −2    | 08     |
| 22. | ABC Natal               | 8   | 2 | 1 | 5 | 006:130 | −7    | 07     |
| 23. | Goiatuba EC             | 8   | 1 | 3 | 4 | 006:100 | −4    | 06     |
| 24. | CS Sergipe              | 8   | 1 | 2 | 5 | 006:170 | −11   | 05     |
| 25. | Central SC              | 8   | 1 | 1 | 6 | 009:160 | −7    | 04     |